# チュルチヘラ

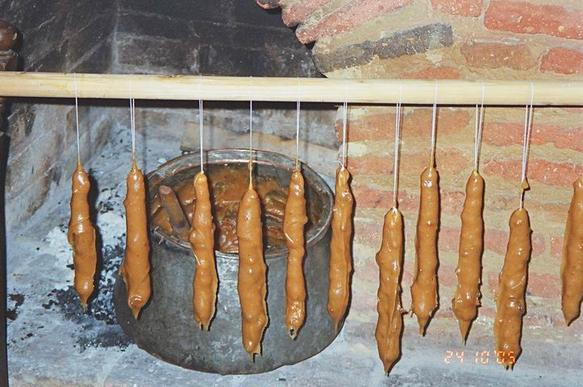
チュルチヘラ

チュルチヘラ（グルジア語: ჩურჩხელა、ロシア語: чурчхела、トルコ語: köme、orcik、pestil cevizli sucuk)、  (ギリシア語: σουτζούκος) soutzoukos、(ギリシア語: σουτζούκι) soutzouki、 (アルメニア語: քաղցր սուջուխ) kaghtsr sujukh。とは、ジョージア発祥の伝統的な棒状飴である。ジョージアの他、ロシア、ギリシャ、キプロス、トルコ及び、それらの国の周辺国で食される。
主な材料は、ブドウ果汁（または別の果物の果汁）、小麦粉、ナッツ類（アーモンド、クルミ、ヘーゼルナッツ、レーズン）である。糸で一列につないだナッツ類を小麦粉を入れて煮た果汁に浸し、天日で乾燥させて作られる。
ジョージアワインで有名なイメレティ州、カヘティ州等のチュルチヘラが最高とされ、ブドウが収穫される秋に家庭や葡萄園で作られる。